# Sizzla
Sizzla, Sizzla Kalonji, właściwie Miguel Orlando Collins, (ur. 17 kwietnia 1976 w Kingston) – jamajski wokalista i singjay, wykonawca muzyki reggae i dancehall. 

## Życiorys
Urodził się i dorastał w dzielnicy August Town na przedmieściach stolicy Jamajki, Kingston. Podobnie jak jego rodzice, zdecydował się zostać członkiem ruchu Rastafari i dołączył do domu Bobo Ashanti. Uczęszczał do lokalnego technikum Dunoon Technical High School, gdzie uczył się zawodu mechanika (jego ojciec prowadził własny warsztat samochodowy). Jednocześnie stawiał pierwsze kroki na scenie muzycznej, występując z soundsystemem Caveman Hi-Fi jako singjay. Nagrał też wtedy dla niewielkiej wytwórni Zagalou Records swój pierwszy singel pt. "Ain't That Loving".
Kariera muzyka nabrała tempa w połowie lat 90., kiedy to jego talent wokalny został dostrzeżony przez znanego producenta Homera Harrisa. Nie tylko nadał on Sizzli artystyczny pseudonim (drugi człon "Kalonji", co znaczy "zwycięski", przyjął parę lat później), ale przede wszystkim zapoznał go z Deanem Fraserem, słynnym saksofonistą nagrywającym wówczas dla Phillipa "Fatisa" Burrella. Znajomość z Burrellem zaowocowała wydaniem przez jego wytwórnię Xterminator Records kilku świetnie przyjętych singli Sizzli, z których największy rozgłos przyniósł mu utwór "No White God". Burrell był także producentem debiutanckiego albumu muzyka, Burning Up, który ukazał się we wrześniu 1995 roku nakładem RAS Records. Płyta nie osiągnęła jednak wówczas spodziewanego sukcesu, a prawdziwą gwiazdą wokalista został okrzyknięty dopiero po wydaniu w roku 1997 dwóch kolejnych albumów: Black Woman & Child oraz Praise Ye Jah. Krążki te są obecnie zaliczane do kanonu muzyki modern roots reggae.
Od tego czasu Sizzla stworzył już ponad 50 solowych płyt, spośród których za najważniejsze uważa się takie tytuły jak Freedom Cry (1998), Da Real Thing (2002), Rise To the Occasion (2003), Soul Deep (2005), Waterhouse Redemption (2006), I-Space (2007), Ghetto Youth-ology (2009), Crucial Times (2010), The Scriptures (2011), The Chant (2012), The Messiah (2013), a także najnowszy album Born a King (2014). Ponadto ukazało się około 20 krążków kompilacyjnych, a także niemal drugie tyle wspólnych albumów z innymi sławami sceny reggae/dancehall (m.in. z Anthonym B, Capletonem, Luciano i Juniorem Kellym). Wszystko to czyni wokalistę jednym z najpłodniejszych wykonawców jamajskich. Jego utwory wyróżnia charakterystyczna barwa i szeroka skala głosu muzyka; piosenki bywają zarówno z wykrzyczanym ostro i agresywnie tekstem oraz wplatanym gdzieniegdzie falsetem, jak również spokojne i łagodne, zaśpiewane "czysto". W warstwie tekstowej Sizzla porusza bardzo różnorodną gamę tematów, od tych "slacknessowych" (podobnych jak w polskim disco polo), poprzez romantyczne ballady, aż po korzenne pieśni oparte na głęboko duchowym rastafariańskim przekazie.
10 maja 2008 roku Sizzla wystąpił we wrocławskiej Hali Ludowej podczas II edycji koncertu Wroc Love Exclusive Stage na swoim pierwszym koncercie w Polsce.
Muzyk miał być jedną z gwiazd Reggae Dub Festivalu w Bielawie w sierpniu 2012 roku, jednak jego europejska trasa koncertowa została wówczas odwołana.

## Judgement Yard
Oprócz wsparcia finansowego, jakiego hojnie udziela lokalnym szkołom, szpitalom, klubom sportowym i innym instytucjom, artysta prowadzi ośrodek na wzór założonego przez Capletona David House, w którym pod jego okiem mieszkają i rozwijają swoje muzyczne talenty młodzi rastamani - obecnie są wśród nich: Joseph Shepherd, Congo Judah, Bobo David, John Marcus, Zoom Ragidy oraz Yatta Ken. Siedzibą ośrodka, jak też studia nagraniowego i wytwórni Kalonji Records, jest jedna z posiadłości Sizzli mieszcząca się przy 42 August Town Road, znana jako Judgement Yard. Wcześniej mieścił się tam należący do jego ojca warsztat samochodowy; po wyremontowaniu i rozbudowie, teren posiadłości został otoczony murem a nawet wyposażony w wieżyczkę strażniczą.
W marcu 2005 roku, w ramach zaplanowanej przez władze Jamajki operacji "King Fish" skierowanej przeciwko działającym na wyspie gangom, siły policji i wojska wkroczyły na teren Judgement Yard, gdzie następnie odkopały i zarekwirowały jeden z największych prywatnych składów broni i amunicji w historii kraju (m.in. sześć karabinków AK 47, trzy karabiny snajperskie, karabin automatyczny M16 oraz pistolet maszynowy TEC-9). Wraz z ponad 30 innymi osobami Sizzla został aresztowany. Podczas przesłuchań muzyk zeznał, że nie miał żadnej wiedzy na temat składowanej na terenie jego posesji broni i po 3 dniach w związku z brakiem dalszych dowodów został zwolniony z aresztu i oczyszczony z zarzutów.

## Kontrowersje
Poza wspomnianym epizodem z odnalezionymi w Judgement Yard militariami, Sizzla jeszcze kilkukrotnie wchodził w konflikt z prawem. W grudniu 2004 nie uniknął spędzenia 15 dni w areszcie po tym, jak mimo ostrzeżeń używał wulgaryzmów w czasie swoich występów na wyspie. Innym razem grupa ludzi doniosła, że w czasie gdy nabierali wody z rzeki, ktoś oddał w ich kierunku kilka niecelnych strzałów; ludzie ci utrzymywali, że był to Sizzla, jednak również tym razem śledztwo umorzono.
Ponadto, Sizzla podobnie jak wielu innych muzyków dancehallowych, w swoich tekstach niejednokrotnie wspomina o "paleniu gejów" (jak np. w "Nah Apologize"), co oczywiście wywołuje protesty środowisk i organizacji gejowskich, którym od czasu do czasu udaje się doprowadzić do odwołania koncertów muzyka w USA, Kanadzie, Francji, Wielkiej Brytanii i kilku innych krajach.
W kwietniu 2007 roku wraz z Capletonem oraz Beenie Manem podpisał pakt "The Reggae Compassionate Act", w którym zadeklarował, że zaprzestanie wykonywania kontrowersyjnych utworów, gdyż "w społeczności muzyków nie ma miejsca na jakąkolwiek nienawiść i uprzedzenia, włączając w to rasizm, przemoc, seksizm oraz homofobię". Podpisanie porozumienia było odpowiedzią na wymierzoną w grupę jamajskich artystów kampanię Stop Murder Music, prowadzoną przez brytyjską organizację Outrage! walczącą o prawa gejów.